# Jristo Boichev

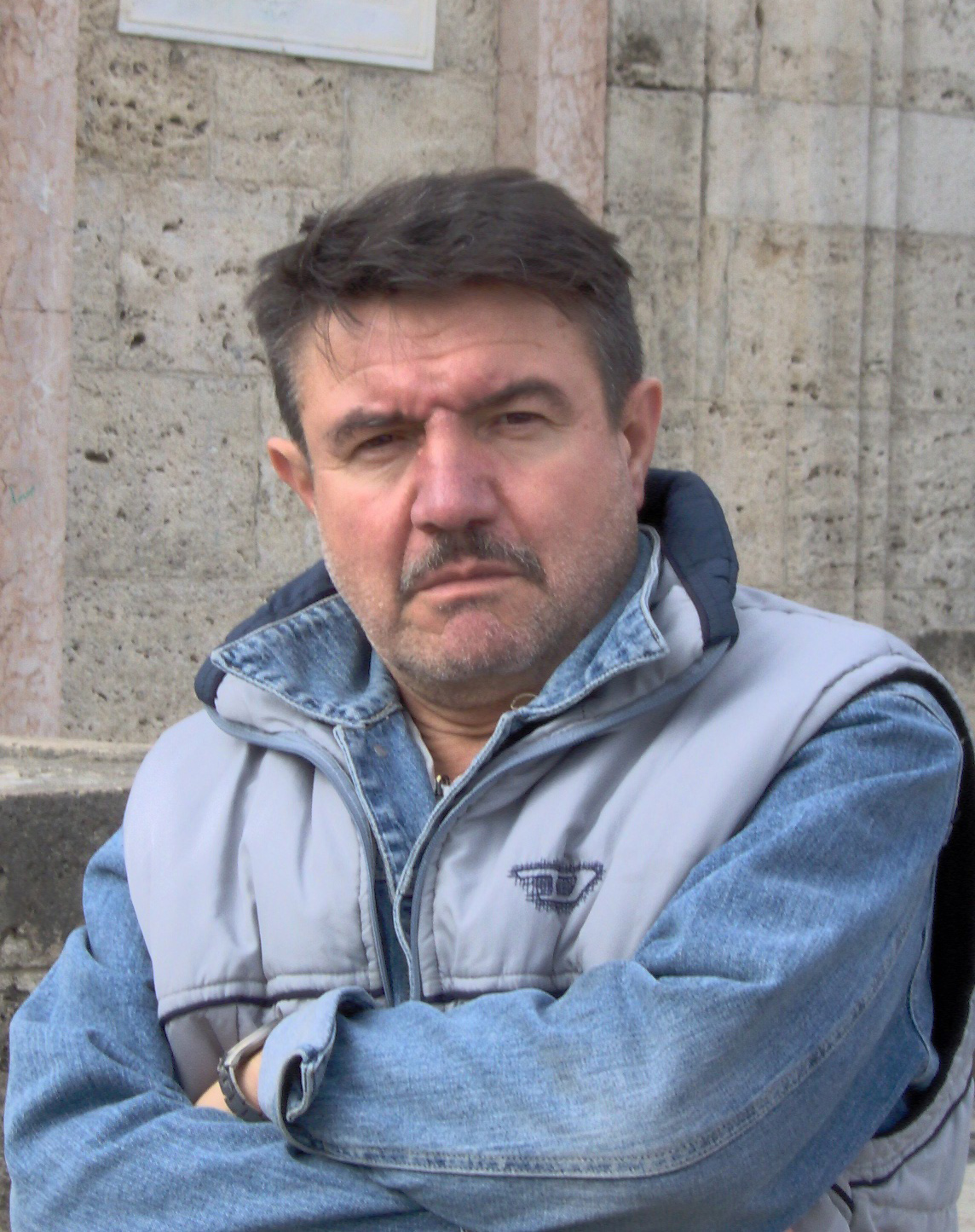

Jristo Boichev (en cirílico búlgaro,  Христо Бойчев) es un dramaturgo búlgaro nacido el 5 de marzo de 1950. 
Está considerado como el principal representante del teatro búlgaro contemporáneo. 

## Obra
- El coronel-pájaro, 2007
- El hombre subterráneo, 2006
- Orquesta titánica, 2006